# Fliegerhorst Pferdsfeld

i7
i11
i13
Der Fliegerhorst Pferdsfeld (ICAO-Code: EDSP) war ein Fliegerhorst der deutschen Luftwaffe. Der Fliegerhorst lag im Soonwald, einem Teil des Hunsrücks bei Bad Sobernheim in Rheinland-Pfalz. Der nächstgelegene Fliegerhorst ist Büchel im Landkreis Cochem-Zell, etwa 50 km entfernt.
Pferdsfeld diente zuletzt dem Jagdgeschwader 73 (JG 73) als Basis. Der Fliegerhorst wurde offiziell am 15. Juli 1997 geschlossen und das Geschwader wurde nach Laage in Mecklenburg-Vorpommern verlegt.

## Geschichte

### Entstehung des Flugplatzes
Nach dem Versailler Vertrag 1919 war die Aufstellung und Unterhaltung von Luftstreitkräften in Deutschland verboten. Doch mit einem Tarnsystem wurde dieses Verbot umgangen. Erst 1935 wurde das Versteckspielen aufgegeben; man präsentierte dem Ausland, wie weit der Aufbau der Luftstreitkräfte gediehen war. Weil es in Deutschland aber zu wenig Flugplätze gab, wurde im Oktober 1935 die Erkundung von neuen Einsatz- und Ausweichplätzen angeordnet.

### 1938 bis 1945
Flächenregulierungsarbeiten in der Umgebung von Pferdsfeld wurden ausgeführt. Vom 6. April bis 18. Juni 1938 wurde das Gelände Auf Heistert eingeebnet. Am 29. August 1939 landete ein Fieseler Storch in Pferdsfeld. Am nächsten Tag trafen zwölf Nahaufklärungsflugzeuge des Typs Hs 126 am Soonwaldrand ein. Sie landeten Auf Heistert und wurden am Pferdsfelder Waldrand Im Roth untergestellt. Die Besatzungen wurden in Pferdsfeld und Entenpfuhl einquartiert. Mitte Oktober 1939 wurde diese Staffel nach Rockenhausen verlegt. Die Luftwaffe stationierte hier sodann weitere Flugzeuge bis zum Ende des Krieges.

### 1951 bis 1958
Im März 1951 begann die hier zuständige Besatzungsmacht Frankreich, das Gelände großräumig zu vermessen. Wenig später wurde ein 320 Hektar großes Gelände nach Besatzungsrecht beschlagnahmt und ausgebaut, das die französischen Luftstreitkräfte für Übungen und Manöver nutzten. So landeten im Jahr 1952 als erste amerikanische Flugzeuge in Pferdsfeld. Außerdem wurden auf dem Gelände zuweilen Autorennen veranstaltet.
Der offizielle Status von 1952 bis 1955 war „RCAF Base Pferdsfeld“ als ein Standort der Royal Canadian Air Force, die einen Teil der ursprünglichen britischen Besatzungsmacht in Westdeutschland bildete.
Im Jahr 1957 wurde der Militärflugplatz an die US-Luftwaffe übergeben, nunmehr als NATO-Einrichtung. Erstmals griff die deutsche Bauverwaltung ins Geschehen ein. Unter anderem wurde die Startbahn im Westen und Osten auf insgesamt 3000 Meter verlängert.
Ein kanadischer Einheitsführer hatte sich wegen des teils starken Fluglärms und der akuten Gefahr für die Bewohner von Rehbach, die in der Einflugschneise lebten, geweigert, weiterhin zu fliegen. Nach längeren Verhandlungen stellten die Amerikaner den Flugbetrieb Ende 1958 ein und übergaben den Platz an die Bundesrepublik Deutschland.

### 1958 bis 1997
Im Oktober 1961 wurde das mit Canadair Sabre Mk.6 Jagdflugzeugen ausgerüstete Jagdgeschwader 73 von Oldenburg nach Pferdsfeld verlegt und im Oktober 1964 in Jagdbombergeschwader 42 umbenannt. Ab 1966 wurde es auf die Fiat G.91R/3 umgerüstet und im Mai 1967 in Leichtes Kampfgeschwader 42 umbenannt. Während des Kalten Krieges nutzten mehrere NATO-Partner den Flugplatz zu Manöver- und Aufklärungszwecken, darunter 1967 und im September 1974 die EC 2/12 „Cournouaille“ aus dem französischen Cambrai mit ihren Dassault Super Mystère B2. Am 1. April 1975 erfolgte die Umbenennung in Jagdbombergeschwader 35 und die Umrüstung auf McDonnell Douglas F-4F Phantom II Jagdflugzeuge. Die Transport- und Verbindungsflugzeuge des Geschwaders vom Typ Dornier Do 28 D Skyservant trugen intern den Namen Schinderhannes-Airlines. Im Mai 1979 verlegte die 338. Squadron der griechischen Luftstreitkräfte aus Andravida mit 5 F-4E Phantom II nach Pferdsfeld. Im Jahr 1981 erfolgte eine Verlegung der 131. Filo der türkischen Luftwaffe aus Konya mit 5 F-4E Phantom II und im Herbst 1984 die No. 43 Squadron der Royal Air Force mit 5 F-4 Phantom II FGR.2 aus Leuchars sowie im Sommer 1985 die 56. Squadron der Royal Air Force aus Wattisham 4 F-4 Phantom II FGR.2.
Infolge der Veränderungen der politischen Lage nach dem Mauerfall 1989 wurde der Bundeswehrstandort Pferdsfeld als nicht mehr notwendig erachtet. Das Geschwader verabschiedete sich offiziell am 3. Juli 1997 und wurde nach Laage in Mecklenburg-Vorpommern verlegt.

## Gegenwart
Innerhalb des westlichen Teils wurde ein Naturschutzgebiet ausgewiesen. Der Flugplatz wurde zu einem großen Teil als Test- und Eventzentrum der Adam Opel AG genutzt. Im Jahr 2003 erwarb das Immobilienunternehmen Triwo die Liegenschaft und den Betrieb des Testzentrums, der laut Triwo herstellerunabhängig ist. In den Folgejahren wandelte Triwo das Areal zum Gewerbepark um. Die ehemalige Start- und Landebahn sowie die entsprechenden Rollwege dienen der Fahrdynamikentwicklung und Fahrwerksabstimmung sowie dem Test von Fahrassistenzsystemen wie ACC, ADAS und NCAP. Hier werden Lenkungstests (auch im Hochgeschwindigkeitsbereich) sowie vielfältige Slalom- und Kippversuche wie zum Beispiel der „Elchtest“ durchgeführt. Die 1,6 km² große Anlage wird auch zu Fahrveranstaltungen und Sicherheitstrainings genutzt. Zur Ausstattung gehören eine rund 3 km lange simulierte dreispurige Autobahn mit Ein- und Ausfahrten, eine durch eine Steilkurve mit dem Autobahnabschnitt verbundene 5,5 km lange simulierte Landstraße, gesicherte Bereiche für autonomes Fahren, eine 1,8 km lange, bewässerbare Strecke zur Simulation einer nassen Fahrbahn, eine Aquaplaning-Testzone und eine Bremsprüfstrecke mit verschiedenen Bodenbelägen und Aquaplaningbecken. Flankierend stellt Triwo dort Werkstätten, Büros, Konferenz- und Veranstaltungsräume sowie Gastronomie an.
Sämtliche im Westteil gelegenen Shelter, die große Werfthalle, die beiden Wohnblocks sowie diverse Bunker wurden abgerissen. Alle Gebäude und die meisten Flächen sind vermietet oder verpachtet. Wegen weiteren Bedarfs errichtet die Triwo, die Eigentümerin des gesamten Flugplatzareals, zurzeit weitere Hallen.
Ab dem 25. November 2011 entstand auf dem ehemaligen Flugplatzgelände auf einer Fläche von 60 Hektar der größte rheinland-pfälzische Solarpark. Seit Juli 2012 sind alle 135.000 Solarmodule montiert und können mit einer Maximalleistung von 28,3 Megawatt über die neue neun Kilometer lange Kabeltrasse nach Monzingen in das öffentliche Stromnetz eingespeist werden.

## Zwischenfälle
- Am 21. Juni 1966 verunglückte eine Fiat G.91 T3 der Deutschen Luftwaffe (Luftfahrzeugkennzeichen MB+374) beim Start vom Fliegerhorst Pferdsfeld. Der Pilot konnte sich kurz nach dem Abheben mit dem Schleudersitz retten.[5]

- Am 1. Juli 1976 wurde eine Fiat G.91 R3 der Deutschen Luftwaffe (30+27) am Fliegerhorst Pferdsfeld irreparabel beschädigt. Es gab keine Todesopfer.[6]